# Пантелеймон Калпакидис
Пантелеймон (на гръцки: Παντελεήμων) е гръцки духовник, берски, негушки и камбанийски митрополит.

## Биография
Пантелеймон е роден като Йоанис Калпакидис (Ιωάννης Καλπακίδης) в Солун в 1945 година. По-малък брат е на Александър Калпакидис. Замонашва се в скита „Света Ана“ в Света гора. В 1969 е хиротонисан за дякон в Лондон. В 1975 година завършва богословие в Солунския университет и заминава да учи в Оксфорд. Завръща се в Гърция и 16 години служи като протосингел в Солунската митрополия и в храма „Свети Димитър“. В 1976 година става презвитер. Ръкоположен е за берски, негушки и камбанийски митрополит, ипертим и екзарх на Тесалия на 29 май 1994 година.